# Ploske, Smila
Ploske (în ucraineană Плоске) este un sat în comuna Kosteantînivka din raionul Smila, regiunea Cerkasî, Ucraina.

## Demografie
Componența lingvistică a localității Ploske
     Ucraineană (97,03%)
     Rusă (2,79%)
     Alte limbi (0,12%)
Conform recensământului din 2001, majoritatea populației localității Ploske era vorbitoare de ucraineană (97,03%), existând în minoritate și vorbitori de rusă (2,79%).